# Psorosodes dalakiella
Psorosodes dalakiella is een vlinder uit de familie van de snuitmotten (Pyralidae). De wetenschappelijke naam van de soort werd voor het eerst geldig gepubliceerd in 1954 door Hans Georg Amsel.